# Alberto Pasini

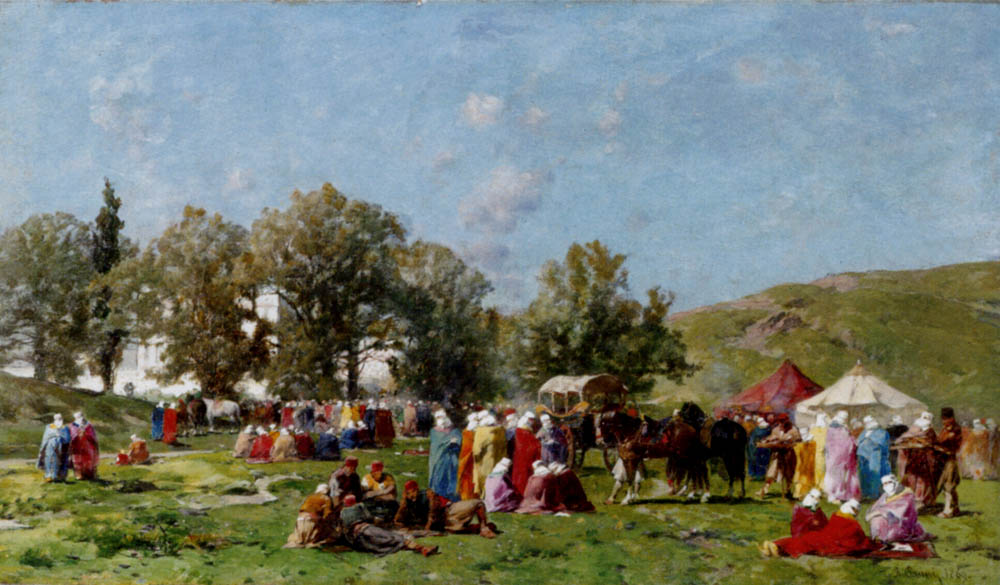
Alberto Pasini: U Bosporu (1869)

Alberto Pasini (3. září 1826, Busseto – 15. prosince 1899, Cavoretto) byl italský malíř, známý především scénami z Orientu.
Studoval v Parmě. Rozhodující vliv na něj měla cesta do Persie a po Blízkém Východě v letech 1855 a 1856, na kterou ho pozval francouzský malíř Théodore Chassériau, s nímž sdílel ateliér. Vrátil se s náčrtníky plnými kreseb, prozrazujících skvělý pozorovací talent. Svým následujícím dílem pomohl změnit styl, jímž evropská malba zpracovávala orientální témata, směrem k realističtějšímu a poučenějšímu pojetí.